# Condado de Morgan (Indiana)
O Condado de Morgan é um dos 92 condados do estado americano de Indiana. A sede do condado é Martinsville, e sua maior cidade é Martinsville. O condado possui uma área de 1 060 km² (dos quais 8 km² estão cobertos por água), uma população de 66 689 habitantes, e uma densidade populacional de 63 hab/km² (segundo o censo nacional de 2000). O condado foi fundado em 1822.